# Jaime Millás
Jaime Millás Covas (Valencia, 16 de julio de 1949) es un periodista, escritor y gestor cultural español, que ha escrito y trabajado en numerosos medios informativos de prensa y radio de difusión nacional. Fue director del circuito valenciano de Radiocadena Española (RTVE), de 1985 a 1988, y director artístico de Teatres de la Generalitat, de 2000 a 2003.

## Biografía
Licenciado en Geografía e Historia por la Universitat de València (1970) y periodista titulado por la Escuela Oficial de Periodismo de Madrid (1971).
Inició su ejercicio profesional en el diario Las Provincias (1971-1972). Corresponsal en Valencia del diario El País desde su fundación hasta 1985, y después colaborador. En los últimos años del franquismo y primeros de democracia escribió en el semanario Triunfo (desde 1970 a 1978) y ejerció de corresponsal en Valencia del servicio español de la BBC Radio (entre 1976 y 1981). Participó en nuevas cabeceras informativas de carácter autonómico que se crearon a raíz de la transición democrática: colaborador de la revista Valencia Semanal y responsable de la sección de internacional y posteriormente de política en el Diario de Valencia (1980-1982). También ha escrito en las revistas Cuadernos para el Diálogo, Guadiana, Revista de Occidente, Dos y Dos, Papers de Cultura y Batik, entre otras. 
En 1983 inicia una segunda etapa profesional vinculada al periodismo radiofónico. Después de ejercer la jefatura de los servicios informativos de Radiocadena Española (RTVE) en Valencia, es nombrado director territorial del circuito valenciano entre 1985 y 1988. A partir de 1989 es redactor de RNE Valencia, donde produce y presenta el programa cultural De siete en siete y participa en El Ojo Crítico. Después de una excedencia solicitada para gestionar los teatros públicos valencianos, se reincorpora a RNE en 2004 para editar y presentar el informativo valenciano de Radio 1 hasta su jubilación.
Ha sido director artístico de Teatres de la Generalitat Valenciana, director del festival Sagunt a Escena y posteriormente Subdirector Artístico de la Ciudad de las Artes Escénicas de Sagunto, desde enero de 2000 a mayo de 2004. Desde 2014 forma parte de la junta rectora del Museo de Arte Contemporáneo Vicente Aguilera Cerni (MACVAC) de Vilafamés (Castellón).
Autor del libreto del ballet Marie Antoinette, producción del Teatro de la Ópera de Viena, estrenado el 6 de mayo de  2011, y director del espectáculo multidisciplinar Oriente-Occidente, estrenado el 26 de febrero de 2014 en la Galería de Cristal del Ayuntamiento de Madrid. Miembro del Consejo de redacción de la revista Primer Acto, decana del teatro español, desde 1987.
Ha escrito argumentos para la comedia de situación Ruzafa 56,  dirigida por Carles Mira y emitida por Canal Nou (1992) y los guiones de la serie documental de viajes Viatjar sense billet, dirigida por Toni Canet para las emisiones de Canal 9 (1999). 

## Sociedades a las que pertenece
- Miembro de los jurados del Premio Internacional de Cuentos Max Aub (2001) y del Premio Juan de Timoneda de teatro (2000 y 2009).
- Socio fundador de la Unió de Periodistes Valencians.
- Miembro de la Academia de las Artes Escénicas de España (AAEE) y de la Asociación Valenciana de Periodistas y Escritores de Turismo (AVPYETUR).[9]

## Obra
Ha publicado los siguientes ensayos:   
- Crónicas de la transición valenciana (1972-1985), Institució Alfons el Magnànim (IAM), 2016, recopilación de artículos publicados en Triunfo y El País.[11]
- Escenas de un burgués en la Valencia del Ochocientos, Sargantana, 2017, biografía del dramaturgo y poeta de la Renaixença, Manuel Millás Casanoves.[12]
- Memòria d’un poeta de la Renaixença. Rafael Ferrer i Bigné (1836-1892), coedición Editorial Sargantana-IAM, 2019.[13]

- Rafael Ferrer i Bigné (1836-1892). Memória de un poeta de la Renaixença, coedición Editorial Sargantana-IAM, 2019, biografía de un erudito que promovió el valencianismo cultural.[14]

Ha intervenido como editor:
- Sainets valencians (1871-1891), de Manuel Millás, IAM, 2014, selección de los textos más populares de este sainetista clásico.[15]
- José Monleón o el iluminador de sombras, Academia de las Artes Escénicas de España (2018), junto con Ángela Monleón.

Como escritor especializado en libros de viajes y turismo ha publicado más de veinte títulos y diversos artículos para las revistas Gente y Viajes, Hola Viajes y GEO. En este apartado destacan los siguientes libros:
- Guía de la provincia de Valencia (El País-Aguilar, 1992).
- Excursiones por la Comunidad Valenciana y alrededores (El País-Aguilar, 1993).[17]
- Visita Valencia y su provincia (Everest, 1997).
- Guía de la Comunidad Valenciana (Agència Valenciana de Turisme, 1985).
- Valencia (Triangle, 2007 y 2011)
- Valencia imprescindible (Triangle, 2017).
- Libros de las series Recuerda -Valencia (1997) y Cullera (1998)- y Vive y Descubre -Alicante (2008) y Benidorm (2008)- de la editorial Everest.
- Volúmenes de las guías El Viajero dedicados al interior y la costa de la Comunidad Valenciana (El País, 2007).

## Premios
- Premio “Valencia, terra i mar”, de la Diputación de Valencia, por la serie “Pueblos de tierra adentro” publicada en El País (1999).
- Premio de la Cámara de Comercio de Valencia a la mejor tarea informativa (1977).